# Маргвелашвили, Георгий Теймуразович
Гео́ргий Теймура́зович Маргвелашви́ли (груз. გიორგი თეიმურაზის ძე მარგველაშვილი; род. 4 сентября 1969, Тбилиси, Грузинская ССР, СССР) — грузинский политический деятель. Четвёртый Президент Грузии (2013—2018).

## Биография
Георгий Маргвелашвили родился 4 сентября 1969 года в Тбилиси. Отец Теймураз Маргвелашвили — партийный работник, сван по происхождению, инженер. Мать Мзеана Гомелаури — хевсурка по происхождению, психолог по профессии. Училась в тбилисской школе № 1.
В 1992 году окончил факультет философии и психологии Тбилисского государственного университета им. Иванэ Джавахишвили, в 1993—1994 годах изучал социологию в Центрально-Европейском университете. Доктор философии.
С 1992 по 1995 год Маргвелашвили работал гидом в туристической компании (специализация — горный туризм), ассистентом менеджера в издательстве.
В 1994—1995 годах был начальником департамента по маркетингу компании «Бизнес дневники».
В 1996—1997 годах преподавал философию в Тбилисском независимом университете.
В 1995—2000 годах работал в Национальном демократическом институте международных отношений специалистом (консультантом программы).
В 2000—2012 годах работал в Институте общественных дел Грузии GIPA, в том числе на должности ректора в 2000—2006 и 2010—2012 годах. С 2006 по 2010 год занимал должность начальника департамента исследований GIPA.

## Политическая карьера
В октябре 2012 года Маргвелашвили занял пост министра образования Грузии в правительстве Бидзины Иванишвили, лидера победившей на парламентских выборах 1 октября 2012 года коалиции «Грузинская мечта». При этом сам Маргвелашвили не является членом какой-либо политической партии.
7 февраля 2013 года Георгий Маргвелашвили был назначен вице-премьером грузинского правительства.
11 мая 2013 года правящая коалиция «Грузинская мечта» назвала Георгия Маргвелашвили своим кандидатом в президенты Грузии на выборах 27 октября 2013 года. 16 июля 2013 года Маргвелашвили ушёл в отставку с поста министра образования, чтобы исключить обвинения в использовании административного ресурса в ходе предвыборной кампании. При этом он остался на посту вице-премьера Грузии. 9 сентября 2013 года прошёл официальную регистрацию в качестве кандидата на пост главы государства.
Георгий Маргвелашвили опубликовал ряд научных работ и учебных руководств, а также множество статей на разные темы, в том числе политики, международных отношений, культуры, философии.
Поддерживая курс правительства Михаила Саакашвили на сближение с США и Западной Европой, являлся последовательным сторонником независимой культурной политики суверенной Грузии, сохранения и развития грузинского языка. Будучи всецело сторонником единства грузинского государства и противником независимости Южной Осетии и Абхазии, выступал за нормализацию отношений с Россией и решение возникшего конфликта дипломатическим путём.
27 октября 2013 года одержал победу на президентских выборах. 17 ноября 2013 года вступил в должность. 16 декабря 2018 года полномочия прекращаются в связи с вступлением в должность вновь избранного Президента Грузии Саломе Зурабашвили.
После отставки ушёл из политики и поселился в городке Душети, зарабатывает тем, что сдаёт туристам свой гостевой дом через сервис Airbnb.

## Взгляды и отношения с Россией
Весной 2015 года Георгий Маргвелашвили, ожидавшаяся встреча которого с президентом РФ  Владимиром Путиным так и не состоялась, сделал ряд заявлений с критикой внешней политики России. Выступая в марте в парламенте с ежегодным посланием, президент Грузии утверждал, что Россия представляет главную угрозу для безопасности стран Южного Кавказа и Черноморского побережья. Маргвелашвили вновь заявил, что «оккупация и милитаризация части территории Грузии повышает угрозу дестабилизации в регионе». 
В мае 2015 года высказал мнение, что Грузия, Молдавия и Украина становятся всё дальше от России, предлагающей соседям чуждые ценности и тем самым не оставляющей этим бывшим советским республикам никакой альтернативы, кроме интеграции с Западом. Маргвелашвили выразил убеждение, что ценности российской политической системы были чужды Грузии ещё во времена СССР. 
Одобрил санкции в связи с украинскими событиями 2014 года. Поздравляя грузинский народ с 70-летием Победы в Великой Отечественной войне, В.В. Путин в своём обращении 9 мая 2015 года вовсе не упомянул Маргвелашвили. В 2016 году Владимир Путин также не поздравил президента Грузии с Днём Победы, что было особо мотивировано отсутствием какого-либо диалога между двумя политиками, а также между Россией и Грузией.

## Личная жизнь
Помимо грузинского, в совершенстве владеет русским и английским языками. У него есть дочь Анна (род. 1993). Несколько лет Георгий Маргвелашвили состоял в отношениях, а затем в гражданском браке с давней подругой, художницей и актрисой Макой Чичуа (род. 1971), происходящей из мегрельского княжеского рода Чичуа. 10 сентября 2014 года в Душети они поженились.

## Награды
- Президентский орден «Сияние» (Грузия, 2015)[11]